# Skale instrumentów muzycznych
Skale instrumentów muzycznych – poniższy wykres przedstawia zakres dźwięków muzycznych wydawanych przez instrumenty muzyczne, w tym przez głos ludzki. W niektórych wypadkach na instrumentach można wydawać dźwięki o nieco szerszej skali (np. kontrabas orkiestrowy 5-strunowy od C1), który jest również często używany.